# Novi Golubovec
Novi Golubovec est un village et une municipalité située dans le comitat de Krapina-Zagorje, en Croatie. Au recensement de 2001, la municipalité comptait 1 073 habitants, dont 99,35 % de Croates et le village seul comptait 194 habitants.

## Localités
La municipalité de Novi Golubovec compte 5 localités :
- Gora Veternička
- Novi Golubovec
- Očura
- Velika Veternička
- Veternica